# Mercedes-Benz OM 636

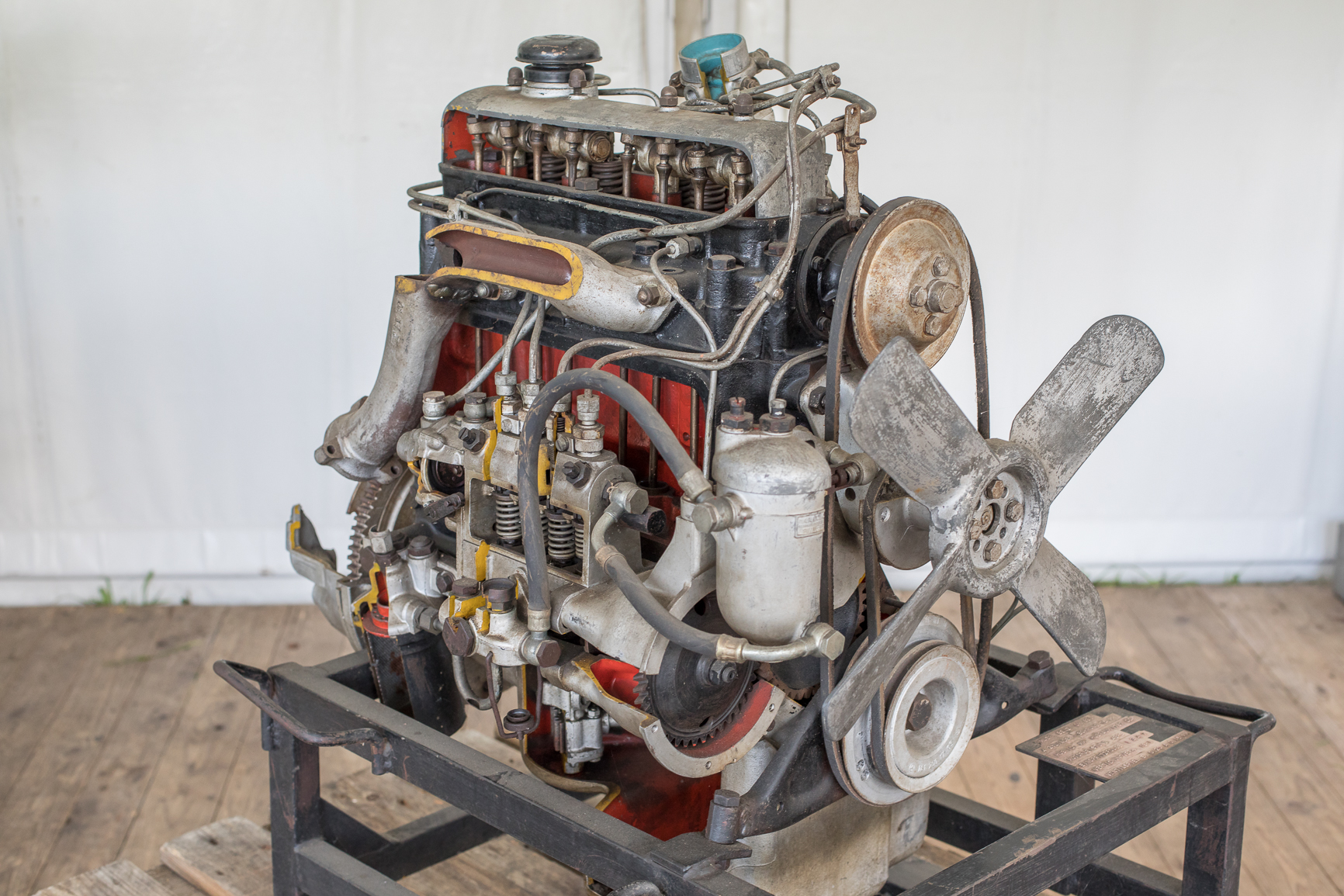
Mercedes-Benz OM 636

Mercedes-Benz OM636 — це дизельний двигун, який випускався Daimler-Benz з 1948 по 1990 рік. Будучи наступником OM138, OM636 використовувався як двигун для легкових автомобілів, так і як промисловий двигун. Його вперше було використано на Boehringer Unimog у 1948 році, до його офіційного представлення на Mercedes-Benz W136 1949 року. Протягом 1950-х років OM636 широко використовувався в Mercedes-Benz W120. У 1958 році його змінив двигун легкового автомобіля OM621. Однак після появи OM621 OM636 продовжувався у виробництві для промислових транспортних засобів, таких як невеликі вантажівки, човни та зернозбиральні комбайни, до 1990 року.
Абревіатура OM означає Oelmotor (масляний двигун) і розшифровується як двигун Daimler-Benz, який використовує в якості палива будь-який легкий мазут (дизельний двигун).

## Історія
Daimler-Benz розпочав розробку OM636 під час Другої світової війни та завершив процес розробки до 1948 року. За словами Карла-Хайнца-Фоглера, колишнього інженера Daimler-Benz, OM636 був готовий до серійного виробництва в 1948 році. Передсерійні одиниці, виготовлені того року, використовувалися в 1948 році Boehringer Unimog.
У 1949 році W136 пропонувався з OM636, робочим об’ємом 1,7 літра та потужністю 38 к.с. (28 кВт). Протягом короткого проміжку часу між січнем 1952 і серпнем 1953 року була продана оновлена версія W136 (тепер вона має код шасі W191). Його OM 636 збільшили потужність на 2 к.с. У 1953 році W120 змінив W191, починаючи з 1954 року він пропонувався з оновленою версією OM636, тепер робочим об’ємом 1,8 літра та знову потужністю 40 к.с. (29 кВт). Після представлення W110 у 1961 році Daimler-Benz більше не використовував OM636 як двигун для легкових автомобілів. Виробництво в Німеччині було припинено на початку 1960-х років, а в Іспанії тривало до 1990 року.
У 1969 році іспанський автовиробник SEAT представив SEAT 1800 D, версію SEAT 1500, оснащену дизельним двигуном Mercedes-Benz OM636.

## Технічний опис
OM636 — це чотирициліндровий рядний дизельний двигун із водяним охолодженням, уприскуванням у камеру згоряння, вісьмома клапанами, клапанним механізмом OHV та системою мастила з мокрим картером. Має перехресну головку блоку циліндрів із сірого чавуну. Матеріал блоку циліндрів також сірий чавун. Як колінчастий вал, який спирається на три підшипники, так і шатуни ковані. Поршні виготовлені з легкого металевого сплаву. Розподільний вал приводиться в рух шестернями, він також приводить в рух вбудований ТНВД. Розподільний вал і ТНВД розташовані з боку випуску двигуна.